# Tony! Toni! Toné!
Tony! Toni! Toné! é uma banda norte-americana de R&B/Soul de Oakland, Califórnia, que fez sucesso entre o final dos anos 1980 e meados dos anos 1990. Durante seu auge, a banda era composta por D'Wayne Wiggins nos vocais principais e guitarra, seu irmão Raphael Saadiq (nascido Charles Ray Wiggins) nos vocais principais e baixo, e seu primo Timothy Christian Riley na bateria, teclados e vocais de apoio. Originalmente, o grupo adotou o nome "Tony, Toni, Toné" como uma brincadeira, até perceberem que o nome "soava bem".
Após uma participação como músicos na Parade Tour do Prince em 1986, o trio formou o Tony! Toni! Toné! em sua cidade natal, Oakland, no mesmo ano. A banda conquistou reconhecimento ao se apresentar pela região da Baía de São Francisco e, em 1988, lançou seu álbum de estreia, Who?. O primeiro single, Little Walter, alcançou o topo da parada de R&B da Billboard. Além disso, outras três faixas do álbum entraram no Top 10, e o disco recebeu certificação de ouro.
O grupo começou a produzir sua própria música e atingiu um público ainda maior com o segundo álbum, The Revival (1990), impulsionado pelo hit Feels Good, que alcançou a 9ª posição na Billboard Hot 100. O álbum também trouxe os sucessos It Never Rains (In Southern California) e Whatever You Want, ambos chegando ao primeiro lugar da parada de R&B, e recebeu certificação de platina.
Em 1993, a banda alcançou seu maior sucesso comercial e de crítica com o álbum Sons of Soul, certificado como dupla platina. O disco trouxe hits como If I Had No Loot e Anniversary, ambos no Top 10 da Billboard Hot 100, além de * (Lay Your Head on My) Pillow*, que entrou no Top 40. Com um forte apego às raízes do soul e do R&B, Sons of Soul é considerado um precursor do movimento neo soul, que ganharia força no final dos anos 1990.
Após o lançamento de seu quarto álbum, House of Music (1996), certificado como platina e amplamente aclamado pela crítica como o melhor trabalho da banda, o Tony! Toni! Toné! se desfez.

## Discografia

### Álbuns de estúdio
| Ano                                                                | Álbum          | Posições nas paradas | Posições nas paradas | Posições nas paradas | Certificações dos EUA | Gravadora            |
| Ano                                                                | Álbum          | EUA                  | R&B dos EUA          | RU                   | Certificações dos EUA | Gravadora            |
| ------------------------------------------------------------------ | -------------- | -------------------- | -------------------- | -------------------- | --------------------- | -------------------- |
| 1988                                                               | Who?           | 69                   | 14                   | —                    | Ouro                  | Wing Records/Mercury |
| 1990                                                               | The Revival    | 34                   | 4                    | —                    | Platina               | Wing Records/Mercury |
| 1993                                                               | Sons of Soul   | 24                   | 3                    | 66                   | Platina duplo         | Mercury              |
| 1996                                                               | House of Music | 32                   | 10                   | —                    | Platina               | Mercury              |
| "—" indica que o álbum não chegou à parada ou não foi certificado. |                |                      |                      |                      |                       |                      |

### Compilation albums
| Ano                                         | Álbum                                                                           | Posições nas paradas | Posições nas paradas |
| Ano                                         | Álbum                                                                           | EUA                  | R&B dos EUA          |
| ------------------------------------------- | ------------------------------------------------------------------------------- | -------------------- | -------------------- |
| 1997                                        | Hits                                                                            | —                    | 54                   |
| 2001                                        | 20th Century Masters - The Millennium Collection: The Best of Tony! Toni! Toné! | —                    | —                    |
| "—" indica que o álbum não chegou à parada. |                                                                                 |                      |                      |

### Singles
| Ano                                          | Single                                      | Posições nas paradas | Posições nas paradas | Posições nas paradas | Posições nas paradas | Álbum                    |
| Ano                                          | Single                                      | EUA                  | R&B dos EUA          | Dance dos EUA        | RU                   | Álbum                    |
| -------------------------------------------- | ------------------------------------------- | -------------------- | -------------------- | -------------------- | -------------------- | ------------------------ |
| 1988                                         | "Little Walter"                             | 47                   | 1                    | 43                   | —                    | Who?                     |
| 1988                                         | "Born Not to Know"                          | —                    | 4                    | —                    | —                    | Who?                     |
| 1988                                         | "Baby Doll"                                 | —                    | 5                    | 44                   | —                    | Who?                     |
| 1989                                         | "For the Love of You"                       | —                    | 6                    | —                    | —                    | Who?                     |
| 1990                                         | "Oakland Stroke" (com Vanessa L. Williams)  | —                    | —                    | —                    | 50                   | The Revival              |
| 1990                                         | "The Blues"                                 | 46                   | 1                    | 43                   | 92                   | The Revival              |
| 1990                                         | "Feels Good"                                | 9                    | 1                    | 3                    | 85                   | The Revival              |
| 1990                                         | "It Never Rains (In Southern California)"   | 34                   | 1                    | —                    | 69                   | The Revival              |
| 1991                                         | "Whatever You Want"                         | 48                   | 1                    | —                    | —                    | The Revival              |
| 1991                                         | "House Party II"                            | —                    | 19                   | —                    | —                    | House Party II OST       |
| 1993                                         | "If I Had No Loot"                          | 7                    | 8                    | 45                   | 44                   | Sons of Soul             |
| 1993                                         | "Anniversary"                               | 10                   | 2                    | —                    | —                    | Sons of Soul             |
| 1994                                         | "(Lay Your Head on My) Pillow"              | 31                   | 4                    | —                    | —                    | Sons of Soul             |
| 1994                                         | "Leavin"                                    | 82                   | 41                   | —                    | —                    | Sons of Soul             |
| 1995                                         | "Slow Wine"                                 | —                    | 21                   | —                    | —                    | Sons of Soul             |
| 1995                                         | "My Ex-Girlfriend"                          | —                    | —                    | —                    | —                    | Sons of Soul             |
| 1996                                         | "Let's Get Down" (com DJ Quik)              | —                    | 5                    | —                    | 33                   | House of Music           |
| 1997                                         | "Thinking of You"                           | 22                   | 5                    | —                    | —                    | House of Music           |
| 2004                                         | "Diary" (Alicia Keys com Tony! Toni! Toné!) | 8                    | 2                    | 1                    | —                    | The Diary of Alicia Keys |
| "—" indica que o single não chegou à parada. |                                             |                      |                      |                      |                      |                          |